# Équipe d'Australie féminine de basket-ball
Cet article traite de l'équipe féminine. Pour l'équipe masculine, voir Équipe d'Australie masculine de basket-ball.
Maillots
L’équipe d'Australie féminine de basket-ball est l'équipe nationale qui représente l'Australie dans les compétitions internationales féminine de basket-ball. Elle est surnommée les Opals , d'après la pierre précieuse aux couleurs vives commune au pays. Elle est placée sous l'égide de la Fédération australienne de basket-ball. 
À partir de 1994, les Opals ont été constamment compétitives et couronnées de succès en remportant neuf médailles lors de tournois internationaux officiels de la FIBA comme les Jeux olympiques et à la Coupe du monde, mis en évidence par une médaille d'or aux Championnat du monde 2006 au Brésil.
Les Opals ont remporté 15 titres lors des Championnats d'Océanie, aujourd'hui disparus car depuis 2017, la FIBA a combiné ses zones océanienne et asiatique pour les compétitions officielles seniors. À la suite de ce changement, les Opals disputent la Coupe d'Asie.

## Histoire

### Les débuts (1905-1970)
Le basket-ball est arrivé à Melbourne en 1905. Le premier grand tournoi féminin international a été les Championnats du monde FIBA de 1953 qui se sont déroulés au Chili. Bien que les Opales ne se soient pas qualifiées pour le premier tournoi, elles se sont cependant qualifiées pour les Championnats de 1957 tenus au Brésil. Commandés par Lorraine Eiler, les Opals ont vaincu l'équipe de Cuba et du Pérou. Bronte Cockburn, 16 ans à mené le score pour l'Australie avec une moyenne de 9,5 points par match, mais l'équipe inexpérimentée a finalement terminé à la 10e place. Les Opals ont contribué à accroître la popularité du sport en Australie. L'Australie n'obtiendrait pas l'occasion de participer au Championnat du monde 1959 tenu à Moscou parce qu'à ce moment-là, le gouvernement australien ne permettrait pas à l'équipe de voyager en URSS. Les Opals se qualifieront à nouveau pour le championnat du monde 1967 en Tchécoslovaquie. Avec une toute nouvelle équipe et une seule victoire sur l'Italie, l'Australie termine en 10e position pour la deuxième fois. La capitaine d'équipe, Jean Forster a mené le score pour l'Australie avec une moyenne de 21,2 points par match, avec un match à 34 points contre le Brésil. Ses 21,2 points par match restent incontestés pendant 35 ans.

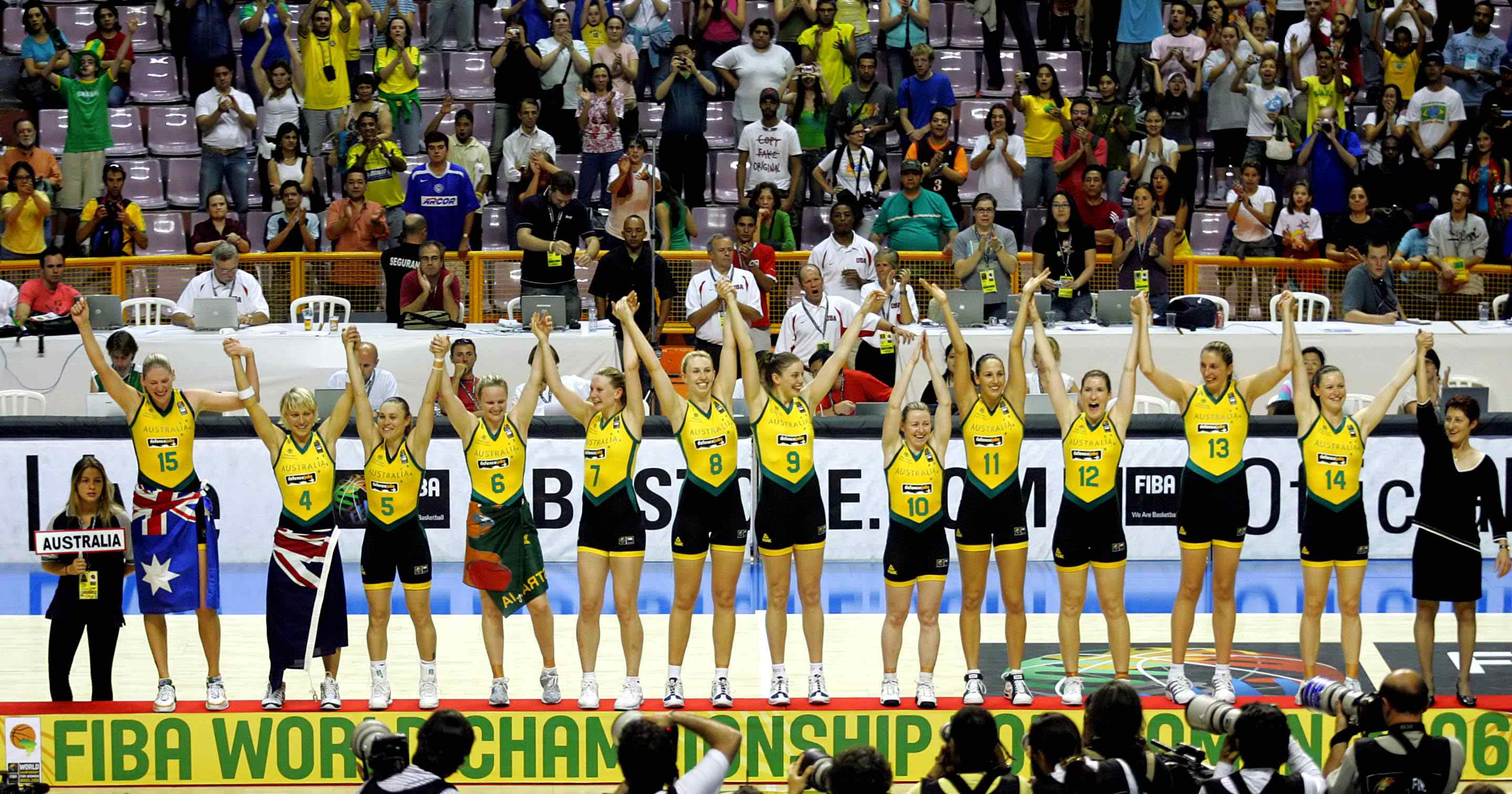
L'équipe championne du monde en 2006

### 2014
L'Australie remporte la médaille de bronze en battant très nettement la Turquie à domicile (74-44). Après un 17-0 initial, elle aligne au milieu de la rencontre un nouveau 15-0 pour l'emporter aisément avec notamment 21 points de Marianna Tolo et 13 points et 9 passes de Penny Taylor.

### 2016
L'ancienne star Lauren Jackson fait connaître son étonnement de l'absence de Suzy Batkovic dans la sélection. Après cinq podiums olympiques consécutifs, l'Australie est éliminée en quarts de finale par la Serbie. Pour sa dernière rencontre, Penny Taylor ne marque que 2 points à 0 sur 7 aux tirs et 9 passes décisives.

## Résultats

### Palmarès
| Compétitions mondiales | Compétitions continentales | Autres compétitions                                    |
| --- | --- | ------------------------------------------------------ |
| - Jeux olympiques - Finaliste en 2000, 2004 et 2008 - Troisième en 1996, 2012 et 2024 - Coupe du monde (1) - Vainqueur en 2006 - Finaliste en 2018 - Troisième en 1998, 2002, 2014 et 2022 | - Coupe d'Asie (1) - Vainqueur en 2025 - Finaliste en 2017 - Troisième en 2019, 2021 et 2023 - Championnat d'Océanie (15) - Vainqueur en 1974, 1978, 1982, 1985, 1989, 1995, 1997, 2001, 2003, 2005, 2007, 2009, 2011, 2013 et 2015 | - Jeux du Commonwealth (2) - Vainqueur en 2006 et 2018 |

### Parcours en compétitions internationales

#### Jeux olympiques
| Année | Position    |      | Année     | Position |           | Année | Position |
| 1976  | Non inscrit | 1996 | Troisième | 2016     | 5e        |       |          |
| 1980  | Non inscrit | 2000 | Finaliste | 2020     | 8e        |       |          |
| 1984  | 5e          | 2004 | Finaliste | 2024     | Troisième |       |          |
| 1988  | 4e          | 2008 | Finaliste | 2028     | -         |       |          |
| 1992  | Non inscrit | 2012 | Troisième | 2032     | -         |       |          |

#### Coupe du monde
| Année | Position      |      | Année     | Position |           | Année | Position |
| 1953  | Non qualifiée | 1979 | 4e        | 2006     | Vainqueur |       |          |
| 1957  | 10e           | 1983 | 11e       | 2010     | 5e        |       |          |
| 1959  | Non qualifiée | 1986 | 9e        | 2014     | Troisième |       |          |
| 1964  | Non qualifiée | 1990 | 6e        | 2018     | Finaliste |       |          |
| 1967  | 10e           | 1994 | 4e        | 2022     | Troisième |       |          |
| 1971  | 9e            | 1998 | Troisième | 2026     | -         |       |          |
| 1975  | 10e           | 2002 | Troisième | 2030     | -         |       |          |

#### Coupe d'Asie
| Année | Position  |      | Année     | Position |
| 2017  | Finaliste | 2023 | Troisième |          |
| 2019  | Troisième | 2025 | Vainqueur |          |
| 2021  | Troisième | 2027 | -         |          |

#### Championnat d'Océanie
| Année | Position      |      | Année     | Position |           | Année | Position |
| 1974  | Vainqueur     | 1995 | Vainqueur | 2009     | Vainqueur |       |          |
| 1978  | Vainqueur     | 1997 | Vainqueur | 2011     | Vainqueur |       |          |
| 1982  | Vainqueur     | 2001 | Vainqueur | 2013     | Vainqueur |       |          |
| 1985  | Vainqueur     | 2003 | Vainqueur | 2015     | Vainqueur |       |          |
| 1989  | Vainqueur     | 2005 | Vainqueur |          |           |       |          |
| 1993  | Non qualifiée | 2007 | Vainqueur |          |           |       |          |

## Joueuses et personnalités

### Entraîneurs
- Jane Stirling
- Carrie Graf (2009-2012)[8]
- Brendan Joyce (2013-2017)
- Sandy Brondello (2017-)

### Joueuses
- Sandy Brondello
- Trisha Fallon
- Lauren Jackson
- Kristi Harrower
- Alicia Poto
- Penny Taylor